# İlhan Güler
İlhan Güler (* 1966 in Alaca, Provinz Çorum) ist ein ehemaliger türkischer Boxer im Bantamgewicht.

## Karriere
İlhan Güler boxte von 1984 bis 1994 in der Nationalmannschaft und war ab 1989 Mitglied des Vereins DHMİ Ankara Spor Kulübü.
Er wurde 1991 sowie 1992 Türkischer Meister und gewann 1993 die Mittelmeerspiele in Narbonne. Bei der Weltmeisterschaft 1993 in Tampere siegte er gegen Cassius Baloyi und Timofei Skrjabin, ehe er im Halbfinale mit einer Bronzemedaille gegen Aleksandar Christow ausschied. Das internationale Ahmet Cömert Tournament gewann er 1992 und 1995.
Darüber hinaus war er Teilnehmer der Europameisterschaft 1989, des Weltcups 1990, der Europameisterschaft 1993 und der Goodwill Games 1994.